# HMS Jamaica (44)
«Джама́йка» (44) (англ. HMS Jamaica (44) — військовий корабель, легкий крейсер типу «Коронна колонія» підкласу «Фіджі» Королівського військово-морського флоту Великої Британії за часів Другої світової війни.
Легкий крейсер «Джамайка» був закладений 28 квітня 1939 року на верфі компанії Vickers-Armstrongs у Ньюкасл-апон-Тайн. 16 листопада 1940 року спущений на воду, а 29 червня 1942 року крейсер увійшов до складу Королівських ВМС Великої Британії.
Крейсер, названий на честь британської колонії Ямайка, взяв активну участь у бойових діях на морі в Другій світовій війні, переважну частину своєї кар'єри бився у Північній Атлантиці, супроводжуючи атлантичні та арктичні конвої. У листопаді 1942 року брав участь у підтримці висадки союзних військ на півночі Африки, у грудні того ж року бився в бою в Баренцовому морі, в грудні 1943 року — в бою біля Нордкап. У 1944 році супроводжував авіаносці при атаках на німецький «Тірпіц» на півночі Норвегії. Наприкінці того ж року встав на капітальний ремонт, готувався до бойових дій на Тихому океані, але війна закінчилася, коли він щойно прибув до театру воєнних дій до Тихоокеанського флоту. За проявлену мужність та стійкість у боях бойовий корабель відзначений трьома бойовими відзнаками.
Наприкінці 1940-х років продовжив службу на Далекому Сході та у Північноамериканській та Західно-Індійській станції. З початком Корейської війни разом з американським флотом діяв проти північно-корейських військ; підтримував висадки в Інчхоні. За бойові заслуги в Корейській війні удостоєний ще одної відзнаки. З 1951 року в резерві. Після відновлення з 1954 року прибув до Середземноморського флоту, в 1955 році знімався у кінострічці в «Битва біля Ла-Плати», де грав роль крейсера «Ексетер», коли його сістершип «Шеффілд» виконував роль «Аякса». 1956 році брав активну участь в операції «Мушкетер», англо-французькому вторгненні в Єгипет у роки Суецької кризи. У 1958 році виведений зі складу флоту, 1960 — проданий на брухт.

## Дизайн та конструкція
«Джамайка» належав до серії легких крейсерів «Коронна колонія», що розроблялись у відповідності до вимог Другої Лондонської конференції 1936 року, яка обмежувала водотоннажність крейсерів у 8 000 тонн. Легкий крейсер мав корпус загальною довжиною між перпендикулярами 169,3 м, бімс — 18,9 м та осадку до 5 м. Водотоннажність бойового корабля становила: стандартна — 8 530 довгих тонн та повна — 10 450 довгих тонн відповідно.

### Енергетична установка
Головна енергетична установка крейсера «Джамайка» складалася з чотирьох триколекторні Адміралтейських котлів з пароперегрівником і чотирьох одноступінчатих турбозубчатих агрегатів Парсонса. Схема — ешелонна; котли розташовані попарно у двох котельних відділеннях, ТЗА — у двох машинних. Робочий тиск пари в котлах підняли з 24,61 кг/см² (24,29 атм.) і 343 °С до 28,1 атм. (28,47 кг/см²) і температури 370 °С, що було вище ніж на американських «Бруклін» (28,2 кг/см², температура — 342 °С). Енергетична установка на крейсері мала найбільший коефіцієнт питомої потужності серед усіх британських крейсерів часів Другої світової війни — 55,6 к.с./т. Дальність ходу на 16 вузлах при чистому дні на крейсерських турбинах становила 10 927 — 10 556 км. Швидкість ходу в морі — 30,3 вузла.

### Озброєння
Артилерійське озброєння крейсера включало дванадцять 152-мм і вісім 102-мм універсальних гармат. При конструюванні корабля боєкомплект до гармат обох видів скоротили до 150 снарядів на ствол, це зроблено для дотримання 8000-тонного обмеження стандартної водотоннажності, хоча місткість льохів дозволяла приймати по 200 снарядів кожного калібру.
152-мм гармати Мк XXIII з довжиною ствола в 50 калібрів були гарматами головного калібру на всіх британських легких крейсерах передвоєнної побудови, починаючи з «Ліндера». На крейсері ці гармати монтувалися в тригарматні баштові установки — по дві на носі та на кормі по лінійно-піднятій схемі. Максимальний кут піднесення +60°, зниження на −5°. Швидкострільність — 8 пострілів на хвилину. Маса снаряда (напівбронебійний CPBC і фугасний HE) — 50,8 кг, початкова швидкість — 841 м/с. Боєзапас становив 200 пострілів на ствол, живучість ствола — 1100 пострілів.
Допоміжна артилерія крейсера складалась з восьми 102-мм/45 універсальних гармат QF 4 inch Mk XVI у чотирьох спарених установках. Максимальний кут піднесення +80°, зниження на −10°. Швидкострільність — 15—20 пострілів на хвилину на максимальну дальність 18 150 м під кутом 45° та 11 890 м під кутом 80°. Маса снарядів різного типу — 28,8—30,28 кг, початкова швидкість — 811 м/с. Боєзапас становив 200 пострілів на ствол, живучість ствола — 600 пострілів.
Зенітне озброєння корабля включало чотири здвоєні 40-мм зенітні гармати Bofors L60, три зчетверені 40-мм автоматичні зенітні гармати QF 2 Mark II «пом-пом» та шість спарених 20-мм зенітних гармат кулемети «Ерлікон».
Торпедне озброєння складалося з двох тритрубних 21-дюймових (533-мм) торпедних апаратів, що розташовувалися по обох бортах крейсера.

## Бойовий шлях

### 1942
2 вересня 1942 року з Шотландії вирушив конвой PQ 18, що нараховував 39 суден, а 13 вересня з Архангельська — зустрічний конвой QP 14; 65 бойових кораблів супроводжували невеличкий транспортний конвой з 17 суден Легкий крейсер «Ямайка» входив до складу групи далекого прикриття разом з лінкорами «Енсон» і «Герцог Йоркський», а також 5 есмінців. Досить потужний безпосередній ескорт PQ 18 складався з флагманського легкого крейсера «Сцилла», ескортного авіаносця «Евенджер», який вперше вийшов в арктичні води, 20 есмінців і 15 інших кораблів підтримки. Незважаючи на таку потужну охорону, втрати конвою від атак німецьких підводних човнів і авіації склали 13 суден. Конвой QP 14 втратив 4 транспортних судна і есмінець ескорту. Після проводки конвою PQ 18 на трасі полярних перевезень настало затишшя, викликане необхідністю застосування транспортів і сил ескорту в десантній операції в Північній Африці. Тільки взимку 1942/43 року було відновлено рух конвоїв до наступної перерви в березні 1943 року, що тривав до листопада.
17 грудня 1942 року «Джамайка» з крейсером «Шеффілд» і есмінцями «Маскітер» і «Матчлес» утворили з'єднання R для ескорту арктичного конвою JW 51A до Росії. Після успішного проведення конвою корабель повернувся зі зворотнім конвоєм RA 51.

#### Бій у Баренцовому морі
31 грудня 1942 року крейсер «Джамайка» виконував бойове завдання із супроводу конвою JW 51B з Лох-Ю до радянського Мурманська, коли транспорти наразились на німецькі бойові кораблі. Німецькі сили у складі важкого крейсера «Адмірал Гіппер», «кишенькового» лінкора «Лютцов» і шести есмінців отримали завдання перехопити і знищити конвой союзників. Незважаючи на довгий і наполегливий обстріл конвою, британці, не втративши жодного транспортного судна конвою, зуміли відбити атаку німців. У морському бою з боку британського флоту загинули ескадрений міноносець «Акейтіз» та тральщик «Бремблі».

### 1943
1 листопада 1943 року крейсер входив до складу сил ескорту, що супроводжували конвой RA 54A, який повертався з Радянського Союзу.
19 листопада 1943 року легкий крейсер «Джамайка» у взаємодії з крейсерами «Кент» і «Бермуда» забезпечували крейсерське прикриття конвою JW 54A.

#### Бій біля Нордкапа
20 грудня командувач Крігсмаріне грос-адмірал К.Деніц домігся у А.Гітлера дозволу атакувати наступний конвой до СРСР і, після отримання 25 грудня даних про наближення конвою JW 55B до о. Ведмежий, наказав Тимчасовому командувачу ударним з'єднанням у Норвегії контрадміралу Е. Бею вийти на перехоплення союзного транспортного конвою JW 55A. 25 грудня 1943 року німецьке з'єднання з лінійного крейсера «Шарнгорст» (командир капітан-цур-зее Хінтце) і 5 есмінців 4-ї флотилії капітана-цур-зее Йоханнессона вийшло з Алта-фіорда в море
Крейсерська група британського адмірала Барнетта вийшла з Кольської затоки разом з конвоєм RA 55A і дістала наказ зблизитися з конвоєм JW 55B.
О 8:34 26 грудня 1943 року важкий крейсер «Норфолк» першим встановив радіолокаційний контакт з противником, за ним німецький лінійний корабель був виявлений і радаром флагманського «Белфаста». Противники йшли пересічними курсами й дистанція між ними швидко скорочувалася. Барнетт відразу ж доповів Фрезеру про виявленого ворога й той, усвідомивши обстановку, почав виходити на позицію, що відсікала «Шарнгорст» від норвезьких фіордів. Командир німецького угруповання з метою збереження раптовості нападу на конвой наказав вимкнути радари, але сам не підозрював про наближення британських крейсерів до нього. Спрацювання над кораблем освітлювальних снарядів британців стало для німців повною несподіванкою.
О 9:29 британський важкий крейсер «Норфолк» першим відкрив вогонь. Німецький лінкор негайно відповів залпами артилерії головного калібру і змінив курс, намагаючись ухилитися від бою. Протягом 20-хвилинної перестрілки в «Шарнхорст» влучило три 203-мм снаряди, проте «Шарнхорст» зміг відірватися від британських крейсерів і спробував атакувати конвой знову. Всі три британських крейсери поринули в атаку. Коли «Шарнхорст» відповів вогнем своїх гармат головного калібру, крейсер «Норфолк» дістав пряме влучення в кормову башту, а також у середину крейсера. У підсумку все радіолокаційне обладнання крейсера, крім однієї системи, було виведено з ладу. Загинули один офіцер і шість матросів, ще п'ять осіб зазнали поранень. Одночасно залпом з 280-міліметрових гармат був накритий «Шеффілд»; крейсер пошкодили в різних місцях. Користуючись перевагою в швидкості, «Шарнхорст» вийшов з бою, але відірватися від крейсерів не зміг.
Після цього бою німецький контрадмірал Еріх Бей вирішив повертатися на базу, однак на зворотному шляху його перехопили британські кораблі. О 16:50 всі 10 гармат головного калібру лінкора «Дюк оф Йорк» і 12 шестидюймових гармат крейсера «Джамайка» зустріли «Шарнхорст» шквалом вогню, завдавши йому фатальних пошкоджень. Після цього англійські крейсери й есмінці почали торпедні атаки, випустивши в ході бою 55 торпед, з яких 11 влучили в ціль. О 19:45 німецький лінійний крейсер «Шарнхорст» затонув, разом з ним загинули контрадмірал Бей, командир Хінтце, і 1930 членів екіпажу, з води підібрано лише 36 моряків.
27 грудня 1943 року британські кораблі кинули якір на рейді Ваєнги. 29 грудня конвой JW 55B прибув у Кольську затоку.

### 1944
30 березня 1944 року крейсер був включений до складу сил, що готувались до проведення операції «Тангстен» — атаці палубною авіацією королівського військово-морського флоту Великої Британії німецького лінкора «Тірпіц». Британське командування побоювалося, що цей єдиний лінкор, що лишився у німців і переховувався в Алта-фіорді, після ремонту знову стане загрозою стратегічно важливим арктичним конвоям, які доставляли вантажі до Радянського Союзу. Знищення лінкора дозволило б звільнити кілька важких бойових кораблів, що дислокувалися у Північному морі для протидії «Тірпіцу».
3 квітня 1944 року літаки з п'яти авіаносців завдали удару по «Тірпіцу». Британські льотчики на 42 пікіруючих бомбардувальниках Fairey Barracuda у супроводі 80 винищувачів зустріли серйозний опір німців. Й хоча п'ятнадцять авіабомб вразили ціль, німецький лінійний корабель суттєвих збитків не зазнав. Через два місяці він знову увійшов до строю. Втрати британців становили чотири літаки, дев'ять льотчиків загинули.
17 липня «Джамайка» разом з лінкором «Герцог Йоркський» та крейсерами «Кент», «Девоншир» і «Беллона» прикривали авіаносну групу з авіаносців «Формідабл», «Індіфатігебл» і «Фьюріос», що проводили чергову спробу атакувати німецький лінійний корабель «Тірпіц» у норвезькому фіорді Каафіорд.
З 17 до 24 серпня 1944 року крейсер діяв в охороні конвою JW 59, що вийшов з Лох Ю до Кольської затоки. На зворотному шляху «Метеор» ескортував конвой RA 59A.

### Корейська війна
25 червня 1950 року комуністичні сили Північної Кореї напали на південну частину країни, у цей час «Джамайка» у супроводі шлюпа «Блек Свон» здійснював перехід до японських берегів. Бойові кораблі отримала наказ вийти в точку рандеву з американським легким крейсером «Джуно» поблизу східних берегів Кореї та в подальшому здійснювати артилерійську підтримку союзних військ. 2 липня ці кораблі вступили у сутичку з північно-корейським конвоєм, у результаті бою ворожі канонерські та моторні човни були потоплені.
15 серпня «Джамайка» брав участь в обстрілі позицій противника в Кунсані. Згодом залучався до вогневої підтримки висадки морського десанту в Інчхоні.